# Johan Waldemar Neergaard
Johan Waldemar Neergaard (18. april 1810 på Gisselfeld – 9. juli 1879 i København) var en dansk officer og krigsminister.
Han fødtes 18. april 1810 på Gisselfeld, hvor faderen, proprietær Johan Henrik Neergaard (1771-1817), var godsforvalter. Moderen hed Juliane Frederikke Christine Marie f. Buch (1785-1823). Han blev landkadet 1826, sekondløjtnant ved Slesvigske Jægerkorps 1830 (med aldersorden fra 1828), premierløjtnant 1835 og fik kaptajns anciennitet 1841. Fra 1842-48 var han adjudant ved 2. brigade og ansattes ved Treårskrigens udbrud sidstnævnte år som adjudant ved venstre flankekorps under F.A. Schleppegrell, hvem han fulgte som stabschef, da denne fik kommandoen over 3. brigade. Han deltog med udmærkelse i de 2 første krigsårs større kampe og blev efter slaget ved Fredericia karakteriseret major. I 1850 fik han kommandoen over 4. bataljon, som han førte under slaget ved Isted og kampen ved Mysunde, hvornæst han i 1851 blev karakteriseret oberstløjtnant, hvilken grad han opnåede 1853. Efter krigen ansattes han som stabschef ved det holstenske forbundskontingent under general F.L. Bardenfleth, hvem han assisterede under dennes forhandlinger med forbundskommissæren i Kiel. I 1853 blev han chef for 3. jægerkorps (den senere 19. bataljon), som han dannede til en mønsterafdeling. Selv en dygtig og intelligent officer fulgte han med omhu krigskunstens udvikling, navnlig i den preussiske hær, og det gode omplantede han. En gennemgående forandring i forposttjenesten skyldtes således en af ham udgiven pjece Mit Forpostsystem (1863), og ved ham fandt også de Helldorfske fægtningsregler indgang i vor hær. Det ry, hans afdeling stod i, var sikkert en medvirkende grund til, at kronprins Frederik i 1861 blev ansat ved 19. bataljon. Da Hæren mobiliseredes i 1863, fik Neergaard, der i 1860 havde erholdt obersts karakter, kommandoen over 9. brigade, der først var i Holsten, senere ved Danevirke. Under tilbagetoget der fra fik han, da general P.F. Steinmann var blevet såret ved Sankelmark, kommandoen over 3. division, som han førte til Fredericia, hvor han afløstes af general Ernst Wilster; men da denne såredes 8. marts, overtog han på ny kommandoen til 24. marts, da han atter blev chef for 9. brigade, som han ved Fredericias rømning førte til Fyn og derfra til Jylland.
Efter krigen vendte Neergaard tilbage til Nyborg som chef for 19. bataljon, blev i december 1864 chef for 5. infanteribrigade og det følgende år generalmajor samt udnævntes 6. november 1865 til krigsminister. Det var vanskelige tider: Rigsrådet ville formindske forsvarsudgifterne ved at reducere Hæren på Finansloven. Neergaard kæmpede imod efter bedste evne, men han var ingen parlamentariker og søgte derfor efter andre veje for at sætte sin mening igennem. Der nedsattes derfor i 1866 en blandet kommission, der skulle fremsætte forslag om Hærens og Forsvarets ordning. Efter at den havde endt sine arbejder, gjaldt det imidlertid om at få Rigsdagen til at benytte det givne grundlag til vedtagelsen af de endelige love, hvortil der udkrævedes en krigsminister, som forstod at forhandle med Rigsdagen, hvorfor Neergaard 29. september 1866 måtte vige pladsen for general W.R. Raasløff. Det følgende år, da Hærloven var gennemført, udnævntes Neergaard til general og chef for 2. sjællandske brigade, som han beholdt, indtil han i 1877 på grund af tiltagende øjensvaghed blev sat uden for nummer, kort efter at kongen havde hædret ham med Storkorset (Kommandørkorset havde han fået 1862).
Neergaard, som efter general H.A.A. de Jonquières overtog formandskabet for Skytteforeningerne, døde i København 9. juli 1879. Han var blevet gift 27. december 1849 med Anne Hermandine Marie Spethmann, datter af fabrikant Frantz Daniel Spethmann i Egernførde. Han er begravet på Garnisons Kirkegård.